# Satellite
Satellite – polska grupa muzyczna wykonująca rock progresywny. Powstała w 2000 roku z inicjatywy Wojciecha Szadkowskiego.

## Dyskografia
| 2003                           | A Street Between Sunrise And Sunset - Data: 10 marca 2003 - Wydawca: Metal Mind Productions | –  |
| 2005                           | Evening Games - Data: 24 stycznia 2005 - Wydawca: Metal Mind Productions                    | 8  |
| 2007                           | Into The Night - Data: 5 listopada 2007 - Wydawca: Metal Mind Productions                   | –  |
| 2009                           | Nostalgia - Data: 23 lutego 2009 - Wydawca: Metal Mind Productions                          | 30 |
| "—" pozycja nie była notowana. |                                                                                             |    |

## Wideografia
| Rok  | Tytuł                                                                     | Uwagi |
| ---- | ------------------------------------------------------------------------- | ----- |
| 2005 | Evening Dreams - Data: 5 grudnia 2005 - Wytwórnia: Metal Mind Productions | - DVD |